# Grzegorz Jędrzejowski
Grzegorz „Greg” Jędrzejowski – śląski gitarzysta pochodzący z Bytomia, basista, wokalista, kompozytor; obecnie członek zespołu Łagiewniki Blues i Zdrój Jana.
Występował między innymi z takimi zespołami jak: Orkiestra Na Zdrowie Jacka Kleyffa, Asunta Sławomira Gołaszewskiego, Mirosława Żak, Łagiewniki Blues, z którym w 1998 roku został laureatem Rawy Blues. Nagrał wiele płyt solowych i zespołowych.
Jednym z jego obecnych zajęć jest solowy anglojęzyczny projekt Greg plays George, w którym śpiewa teksty Jerzego Wójcika, nieżyjącego gitarzysty „Zdroju Jana”, oraz teksty Andrzeja Keyhy.
Zajmuje się również improwizowaną muzyką współczesną (występy na czterech Festiwalach „Muzyka w krajobrazie” w Inowłodzu i w Nowym Sączu).
Jest autorem muzyki do spektaklu tańca współczesnego Hałda wyreżyserowanego przez Maidę Withers (USA) podczas Międzynarodowego Festiwalu Tańca Współczesnego w Bytomiu.
Pracuje w Centrum Kultury Katowice im. Krystyny Bochenek.

## Wydawnictwa
- Orkiestra Na zdrowie MC/CD 1995
- Muzyka do wystawy „4” MC 1993
- Greg plays George MC CD 1997
- Przystanek Woodstock Live vol.1 Czymanowo MC 1995
- Przystanek Woodstock Szczecin Dąbie CD 1996
- Folk Fiesta 1997 CD
- Mirka Żak „Bez komentarza” CD 2009
- Zdrój Jana cd OBUH D27 2011
- Łagiewniki Blues 2011